# 拉臘什省
拉臘什省（阿拉伯语：‎），是摩洛哥的省份，位於該國北部，由丹吉爾-得土安-胡塞馬大區負責管轄，首府設於拉臘什，面積2,690平方公里，2004年人口479,000，人口密度每平方公里178人。